# Epiplatys dageti
Epiplatys dageti (Poll, 1953) è un pesce osseo d'acqua dolce appartenente alla famiglia Nothobranchiidae.

## Distribuzione e habitat
Vive in Africa occidentale, precisamente lungo le coste di Liberia, Costa d'Avorio e Ghana, nelle paludi e nelle acque a corso molto lento delle regioni di pianura costiera.

## Descrizione
La taglia massima è di 6 cm.

### Biologia
Non è un pesce a ciclo annuale.

## Aquariofilia
È una specie facile da allevare in acquario.

## Conservazione
Comune in tutto il suo areale, che è abbastanza vasto. La specie non è considerata minacciata di estinzione dalla IUCN che la colloca nella categoria più bassa di minaccia.